# Tropidozineus argutulus
Tropidozineus argutulus är en skalbaggsart som beskrevs av Monné 1988. Tropidozineus argutulus ingår i släktet Tropidozineus och familjen långhorningar. Inga underarter finns listade i Catalogue of Life.